# Marray
 Marray  es una población y comuna francesa, situada en la región de  Centro, departamento de Indre y Loira, en el distrito de Tours y cantón de Neuvy-le-Roi.

## Demografía
| 414 | 348 | 301 | 272 | 262 | 337 |
| Para los censos de 1962 a 1999 la población legal corresponde a la población sin duplicidades (Fuente: INSEE [Consultar]) |     |     |     |     |     |